# Lernstil
Lernstile gehören zu einem Konzept, das in den 1970er Jahren durch die Lernpsychologie entwickelt worden ist und davon ausgeht, dass die meisten Menschen einige wenige individuelle Methoden bevorzugen, mit Stimuli und Informationen umzugehen. Unter ansonsten gleichen Lernbedingungen erzielen nach diesem Konzept Lernende oft deshalb unterschiedliche Erfolge, weil die von ihnen bevorzugte Lernmethode nicht angeboten wird. Darauf aufbauend wird in den letzten Jahren vermehrt darauf hingewiesen, dass Lehrer die Lernstile ihrer Schüler einschätzen und ihre Lehrmethoden dementsprechend anpassen sollten. Scharf grenzen sich die Lernstile von den in der Didaktik verwendeten Lerntypen ab, dieser Ansatz wird als nicht wissenschaftlich fundiert erachtet.

## Modelle und Konzepte
Es sind über 80 Lernstilmodelle vorgeschlagen worden, die alle wenigstens zwei unterschiedliche Lernstile aufweisen.

### Visuelles, auditives und kinästhetisches Lernen
Eine Gruppe von Modellen betont die Sinneseindrücke, die während der Informationsübertragung zur Geltung kommen. Diese Modelle können unterschiedliche Namen für dieselben oder ähnliche Lernstile benutzen. Oft werden dazu vier grundlegende Typen unterschieden:
- visuelles Lernen (Lernen durch Schauen)
- auditives Lernen (Lernen durch Hören)
- Lesen und Schreiben (Lernen durch Verarbeitung von Texten)
- kinästhetisches Lernen (Lernen durch die Praxis, durch Bewegung)

Hierbei handelt es sich um unterschiedliche Zugänge zu Wissen, die Menschen situativ bevorzugen können. Ob es sich um zeitüberdauernde Persönlichkeitseigenschaften und „Typen“ im eigentlichen Sinn handelt, ist in der Lernforschung umstritten.

### Modell nach Kolb
Das Modell entstand 1984 und ist im deutschsprachigen Raum am verbreitetsten (vgl. Kognitivismus):
- Divergierer (etwa: der Entdecker) bevorzugen konkrete Erfahrung und reflektiertes Beobachten. Ihre Stärken liegen in der Vorstellungsfähigkeit. Sie neigen dazu, konkrete Situationen aus vielen Perspektiven zu betrachten und sind an Menschen interessiert. Sie haben breite kulturelle Interessen und spezialisieren sich oft in künstlerischen Aktivitäten.
- Assimilierer (etwa: der Denker) bevorzugen reflektiertes Beobachten und abstrakte Begriffsbildung. Ihre Stärken liegen in der Erzeugung von theoretischen Modellen. Sie neigen zu induktiven Schlussfolgerungen und befassen sich lieber mit Dingen oder Theorien als mit Personen. Sie integrieren einzelne Fakten zu Begriffen und Konzepten.
- Konvergierer (etwa: der Entscheider) bevorzugen abstrakte Begriffsbildung und aktives Experimentieren. Ihre Stärken liegen in der Ausführung von Ideen. Sie neigen zu hypothetisch-deduktiven Schlussfolgerungen und befassen sich lieber mit Dingen oder Theorien (die sie gern überprüfen) als mit Personen.
- Akkommodierer (etwa: der Praktiker) bevorzugen aktives Experimentieren und konkrete Erfahrung. Ihre Stärken liegen in der Ausgestaltung von Aktivitäten. Sie neigen zu intuitiven Problemlösungen durch Versuch und Irrtum und befassen sich lieber mit Personen als mit Dingen oder Theorien. Sie verlassen sich mehr auf einzelne Fakten als auf Theorien.

### Modell nach Honey und Mumford
Dieses 1992 entstandene Modell weist ebenfalls vier Lernstile auf:
- Aktivisten (Activists)
- Nachdenker (Reflectors)
- Theoretiker (Theorists)
- Pragmatiker (Pragmatists)

### Modell nach Felder
Dieses Modell (1988) differenziert breiter:
- aktive und reflexive Lerner
- induktive und schlussfolgernde Lerner
- sensorische und intuitive Lerner
- visuelle und auditive Lerner
- sequentielle und globale Lerner.